# Concerto pour 7 instruments à vent, timbales, batterie et orchestre à cordes
Le Concerto pour 7 instruments à vent, timbales, batterie et orchestre à cordes est un concerto de Frank Martin composé en 1949. En trois parties selon la forme classique, l'ouvrage, par la vivacité des premier et troisième mouvements, encadre un instant médian que le compositeur nous décrit lui-même ainsi: "Le second mouvement repose tout entier sur un battement régulier à deux temps qui sert d’accompagnement à des éléments mélodiques tantôt sereins et tantôt sombres ou violents. Une phrase lyrique exposée d’abord par le basson dans son extrême aigu est reprise à la fin par le trombone dans une conclusion d’une noble douceur."